# بياتريس كين سايمور
بياتريس كين سايمور (بالإنجليزية: Beatrice Kean Seymour)‏ (1 سبتمبر 1886، لندن في المملكة المتحدة - 31 أكتوبر 1955)؛ روائية بريطانية.